# Муреш (повіт)
Му́реш (рум. Mureş) — жудець у центральній частині Румунії, у Трансільванії. Площа 6,7 тис. км². Населення 580,9 тис. ос. (2002). Адміністративний центр — м. Тиргу-Муреш.

## Міста
- Тиргу-Муреш
- Реґин
- Сігішоара
- Тирневені
- Лудуш
- Совата
- Єрнут

## Господарство
Промисловість повіту дає 3,4 % загальнорумунської валової промислової продукції; по виробництву електроенергії, скла, азотних добрив Муреш займає 1-е місце в країні. Видобуток природного газу і мінеральних будматеріалів. У валовій промисловій продукції Муреша доля харчової промисловості (м'ясна, олійництво, цукрова тощо) становить 19 %, хімічної (добрива, карбід) — 14 %, машинобудування — 13 %, лісової і деревообробної промисловостей  — 9 %, текстильної і швейної — 8 %, скляно-фаянсової — 3,2 %, шкіряно-взуттєвої — 2,5 %.
Головні промислові центри — міста Тиргу-Муреш, Тирневені, Сігішоара.
Сільське господарство дає 2,5 % загальнорумунської сільськогосподарської продукції (1970). Посіви пшениці, кукурудзи, ячменю, вівса, цукрового буряка, картоплі, конюшини. Овочівництво. Поголів'я худоби (1971, тис. голів): велика рогата худоба 188, свині 168, вівці 330.
| Румунія | Це незавершена стаття з географії Румунії. Ви можете допомогти проєкту, виправивши або дописавши її. |